# 費耶特縣 (俄亥俄州)
費耶特縣（英語：Fayette County）是美國俄亥俄州西南部的一個縣。面積1,054平方公里。根據美國人口調查局2000年統計，共有人口28,433人。縣治華盛頓科特豪斯 (Washington Court House)。
成立於1810年3月1日，縣名是紀念美國獨立戰爭英雄、法國大革命領導者，拉法葉侯爵。